# Городня (авіабаза)
Авіабаза Городня — авіаційна тренувальна база в Україні, розташована за 4 км на схід від міста Городня. Експлуатувалася до середини 90-х років. Станом на 2014 рік не функціонує.
Початком для формування авіабази стала директива Генерального штабу Радянської Армії від 15 лютого 1951 року про початок формування 57 військового авіаційного училища льотчиків ВПС з місцем дислокації у Чернігові та Городні. Вона була базою для 703 полку авіаційного інструктажу, який використовував літаки Л-39.

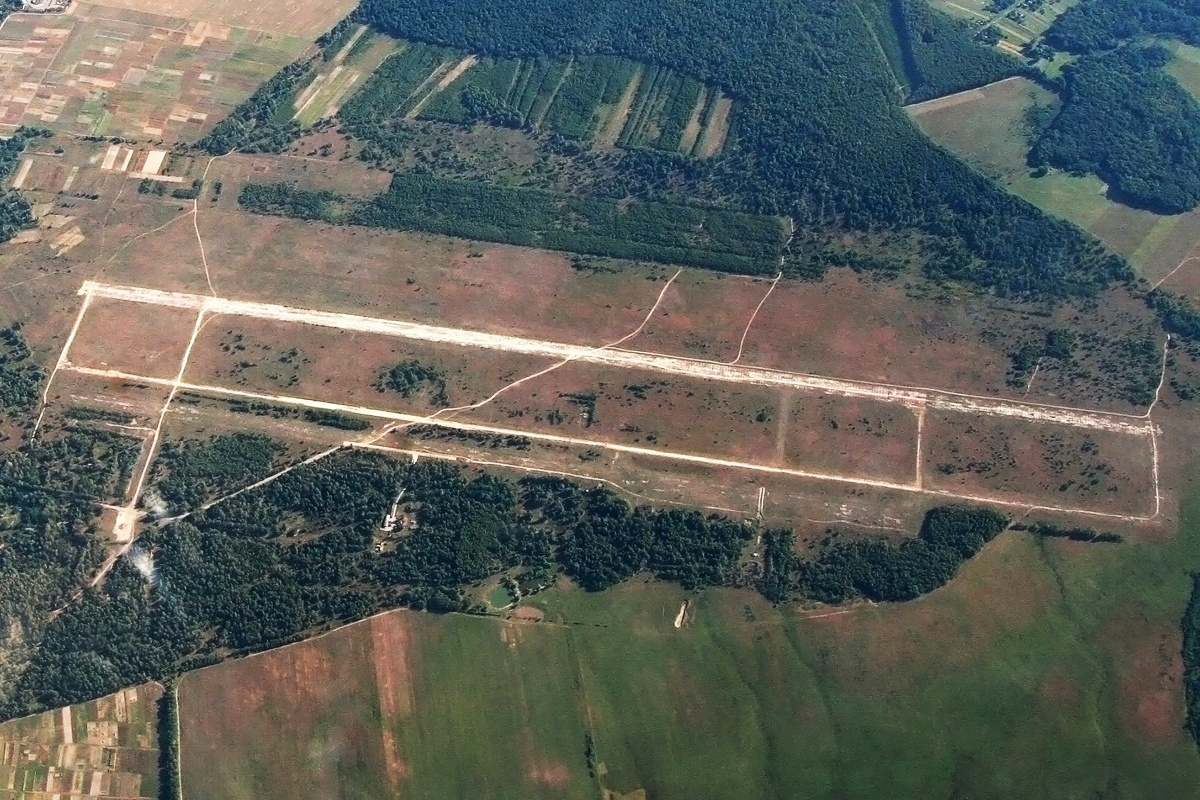
Аеродром